# Thunnus alalunga

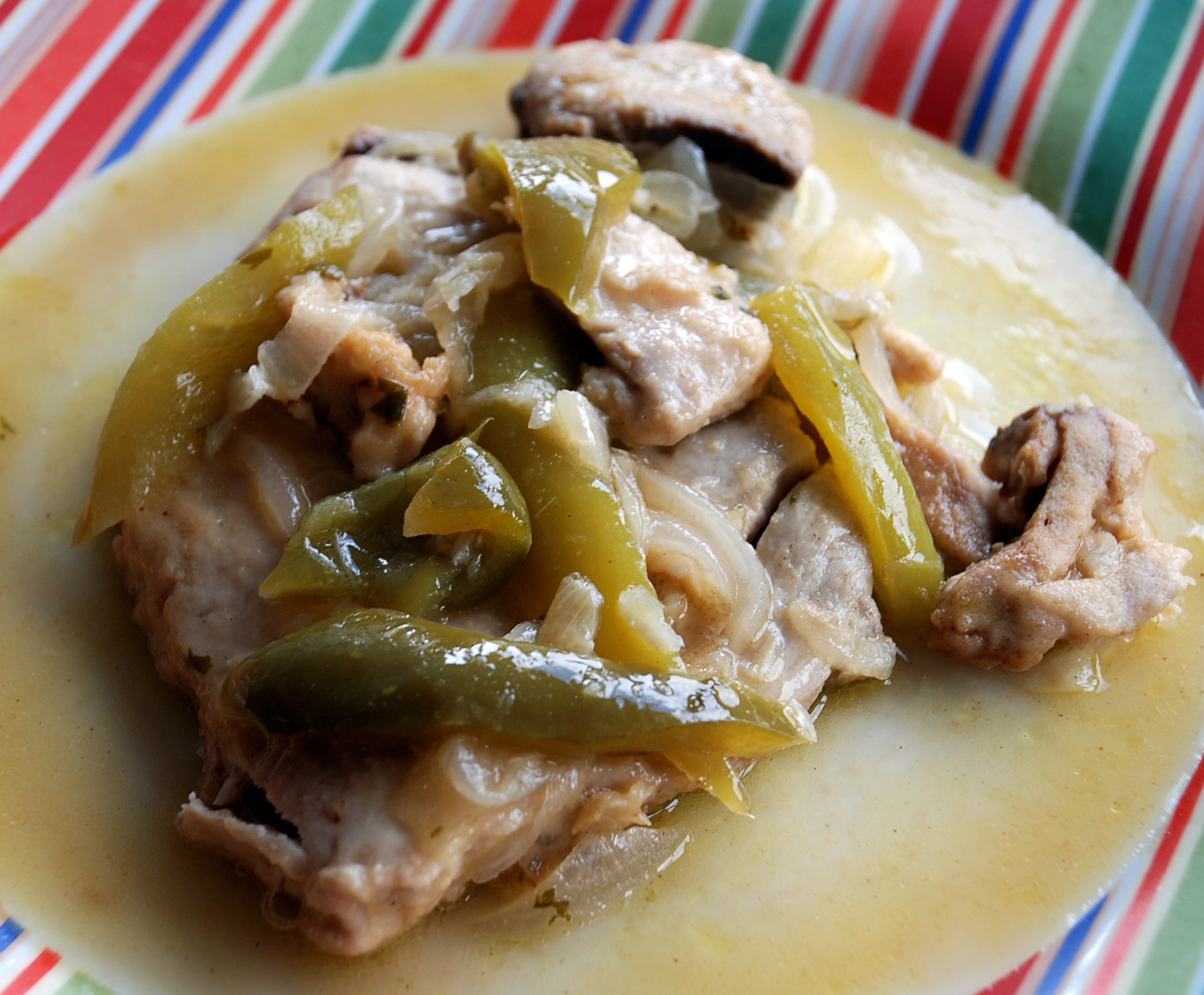
Prato de albacora.

Thunnus alalunga (Bonnaterre, 1788), conhecida pelo nome comum de albacora, atum-de-galha-comprida ou atum-voador, é uma espécie de peixe pertencente à família dos Scombridae (atuns) com distribuição natural nas águas tropicais e subtropicais de todos os oceanos e ainda no Mar Mediterrâneo.

## Descrição
São peixes fusiformes, com um comprimento corporal de até 140 cm e peso de até 60 kg, com barbatana peitoral comparativamente grande e faixas oblíquas de coloração escura em ambos os lados da zona dorsal.
A espécie é objecto de uma importante pescaria, sendo considerado um apreciado alimento. A pesca comercial é em geral feita recorrendo a anzol para que o peixe mantenha carne de boa qualidade. A espécie é também apreciada por pescadores desportivos.
A população do Atlântico oriental vive durante o inverno nas águas próximas dos Açores e migra em finais da primavera (maio ou junho) para o Mar Cantábrico.